# Hemiodontichthys acipenserinus
Hemiodontichthys acipenserinus là loài duy nhất thuộc chi Hemiodontichthys, thuộc họ Loricariidae của họ Loricariidae (bộ Cá da trơn).

## Phân loại
Phân loại loài này thường được so sánh tương tự về hình thái với Reganella depressa; Hemiodontichthys đã được coi là chi chị em của Reganella trên cơ sở dữ liệu khảo cổ học. Tuy nhiên, hình thái bên ngoài tương tự của hai loài này có thể được hiểu là một sự hội tụ tiến hóa, vì chúng chiếm cùng một vùng sinh thái tương tự. Cả hai, có một cái mỏ và mất răng hàm trên; những thứ này có thể phát triển độc lập ở các dòng khác nhau chịu các ràng buộc môi trường tương tự. Xem xét một số đặc điểm hình thái của hai loài, Hemiodontichthys bây giờ được cho là một phần của nhóm Loricariichthys, trong khi Reganella là một phần của nhóm Pseudohemiodon.

## Phân bố
H. acipenserinus có nguồn gốc từ các nước Bolivia, Brazil, Guiana thuộc Pháp, Guyana và Peru, nơi nó xuất hiện ở các lưu vực Amazon, sông Essequibo, sông Oyapock và sông Paraguay.

## Mô tả
H. acipenserinus đạt chiều dài 13,4 cm (5,3 in) SL. Nó đã được báo cáo rằng cá thể ở lưu vực Amazon có xu hướng mảnh mai hơn so với những cá thể ở sông Paraguay và Guaporé.

## Sinh thái học
H. acipenserinus sống trong cát, ăn giun và động vật giáp xác nhỏ.
Cũng như các đại diện khác của nhóm Loricariichthys, cá đực trưởng thành tạo dựng môi trường để ấp trứng. Không giống như hầu hết các loài loricariids, chúng không có những u phát triển tốt trên miệng và vây ngực. Trứng được xếp thành đống được giữ bởi cá đực được thực hiện bởi đôi môi của nó. Những con đực mang cụm trứng cố định vào môi, chúng cung cấp sự thông thoáng trong quá trình di chuyển. Khoảng một tuần sau khi nở, cá bột rời khỏi sự bảo vệ của cha mẹ.